# Mayré Martínez
Mayré Andrea de los Ángeles Martínez Blanco (Caracas, Venezuela; 28 de noviembre de 1978), conocida profesionalmente cómo Mayré Martínez o simplemente Mayré, es una cantante profesional, entrenadora vocal, escritora y profesora de canto venezolana. 
Se dio a conocer como la ganadora de la primera temporada del reality show Latin American Idol en 2006 transmitido por Sony Entertainment Television de Latinoamérica. Compitió en el año 2019 en el reality show La Voz US, donde formó parte del Team de Luis Fonsi y posteriormente, del Team de Wisin, ocupando finalmente el segundo lugar (finalista) de la competencia.

## Biografía
Es hija de madre zuliana, Mayra Blanco, y padre caraqueño, Cruz Martínez. Tiene 2 hermanas mayores, Mayra Martínez y Mariana Martínez. A los cuatro años comienza sus estudios de canto con profesores particulares provenientes de diferentes partes del mundo y estudia música en el Conservatorio Lino Gallardo y Teclados en el Roland Learning Center. También estudia baile y actuación, lo que le permite presentarse en obras teatrales y todo tipo de presentaciones artísticas en vivo, tanto en su colegio como en televisión. Artistas como Whitney Houston, Alicia Keys, Selena, Mariah Carey y Michael Jackson, entre otros, han influenciado en su carrera.
En 1993 obtiene su primer trabajo gracias a Ángel Melo y es contratada para grabar imitaciones en off de famosos artistas de diferentes sexos siendo su primera imitación la voz de María Conchita Alonso para las parodias de uno de los programas cómicos más importantes de Venezuela, Cheverísimo. Más tarde pasa a ser parte de una banda de salsa como solista con el hijo de Ángel Melo, siendo parte también de la banda Alfonso Herrera en la batería.
En 1994 Chelique Sarabia, famoso productor reconocido mundialmente por ser el autor y compositor de "Ansiedad" y otros grandes temas de la música latinoamericana, después de ver su trabajo como imitadora, la invita a grabar Jingles con su propia voz y desde allí comienza a cantar en off para innumerables producciones y comerciales de televisión de prestigiosas empresas, tales como Mattel, Ford, Chinotto y Fundición Pacífico, entre muchas otras.
En 1998 es invitada por Ricardo Montaner para cantar junto a él durante su gira “Es Así”, durante esta época trabajaría también con artistas como Franco de Vita, y el "Puma" José Luis Rodríguez (cantante) entre otros.
En 1999 y hasta el 2001 realizó cientos de conciertos por toda Venezuela y el exterior junto al Productor Musical y Guitarrista Iván Weinreb, siendo galardonados en el año 2000 como Talento Internacional por el Festival de la Canción Latinoamericana en California, USA, por “Con Nadie Más”, canción compuesta por ambos. Dicho premio sólo había sido entregado 2 veces en 21 años de postulaciones.
En el año 2001 Mayré Martínez, junto a Iván Weinreb, deciden fundar la Academia de Canto El Arte de Cantar, enseñando el método Mayré Martínez. Desde ese año, Mayré y su equipo han llevado a cabo exitosamente el Festival de Cantantes Mayré Martínez, donde los alumnos presentan el resultado de su arduo trabajo ante familiares y amigos.
En 2004 crean conjuntamente El Plan de Entrenamiento Vocal Diario, el primero de la Serie Voz, para ofrecer a todos los amantes del canto y profesionales de la voz un completo sistema de vocalización independiente.
A finales del mismo año, la Asociación Internacional de Educación Musical incluye a la Academia El Arte de Cantar en su directorio de organizaciones relacionadas, reconociéndola como la mejor academia de canto de Venezuela.
Posteriormente, en 2005 y 2006, esta multifacética artista participa en el reality show de RCTV Fama, Sudor y Lágrimas, donde tiene la oportunidad de cantar cada Domingo en horario estelar durante nueve meses, dándose a conocer ante una audiencia de más de once millones de personas, siendo destacada siempre como una de las favoritas.
Se retira de la competencia nacional para participar en la primera edición de la versión en español para toda Latinoamérica de American Idol. Ante los ojos de millones de personas de más de 26 países de América Latina, en la búsqueda de talentos más grande de la historia de este continente, entre más de 25 mil concursantes, Mayré Martínez es seleccionada por los votos de la audiencia como la primera Latin American Idol.
De regreso a Venezuela con uno de los triunfos más celebrados por su país en los últimos tiempos, alcanza a ser la artista más “centimetrada” en la historia de la prensa de su tierra natal.
Saltó a la fama después de darse a conocer como la ganadora de la primera temporada del reality show Latin American Idol transmitido por Sony Entertainment Television de Latinoamérica.

### EnFama, Sudor y Lágrimas
En el año 2005 decide participar en el Reality Show venezolano de RCTV Fama, Sudor y Lágrimas, en su segunda temporada, pudiendo demostrar su talento, creatividad, y habilidades para el baile y el canto, donde además sorprendió con su dominio del Registro de silbido. Logrando llegar semana tras semana hasta la etapa semifinal en el primer lugar gracias a su puntuación acumulada. El 26 de marzo de 2006 Mayré dejó el show después de interpretar una versión en español de Angels, y Ojos Malignos de Juan Pichardo. Después de su salida del programa transmitido por RCTV, anuncio al público que tendrían noticias de ella muy pronto.

### EnLatin American Idol
Después de meses sin dar noticias, el 12 de julio de 2006, se pudo observar en el estreno de Latin American Idol (versión latina del exitoso show estadounidense American Idol), la participación de Mayré. El programa tuvo como jurado a personas con amplia experiencia en el mundo de la música, como son: Jon Secada, Elizabeth Meza y Gustavo Sánchez. El día siguiente fue transmitida su audición en Caracas, gracias a la cual pudo seguir avanzando en el programa. En la siguiente etapa, le tocó presentarse en el teatro donde fue seleccionada, y quedó en el primero de tres grupos de 10 concursantes que realizarían los workshops.
La noche del 26 de octubre de 2006 fue la participante en recibir la mayor cantidad de votos por parte del público en la final de este Reality Show, haciéndola ganadora del mismo y convirtiéndola en la primera Latin American Idol. Según confirmó uno de los jurados del concurso, el productor y mánager Gustavo Sánchez en una entrevista, Mayré ganó con el 76,5% de los votos, y se rumorea que la cantidad exacta de los votos fue de 1.189.563.